# سرزمین شهبانو ماود
سرزمین شهبانو ماود (به نروژی: Dronning Maud Land) منطقه‌ای به گستره ۲٫۷ میلیون کیلومتر مربع در جنوبگان است که نروژ آن را جزئی از قلمروی وابسته خود معرفی کرده‌است. این سرزمین میان ۲۰° غربی و ۴۵° شرقی قرار گرفته و در غرب به قلمرو جنوبگان بریتانیا، و در شرق به قلمرو جنوبگان استرالیا می‌رسد. مرزهای عرض جغرافیایی این قلمرو به صورت دقیق مشخص نشده‌اند. این سرزمین نزدیک یک ششم کل مساحت جنوبگان را در بر می‌گیرد. نام سرزمین از نام شهبانو ماود (۱۹۳۸–۱۸۶۹) همسر هاکون هفتم گرفته شده‌است.